# 霍勒斯·格温
霍勒斯·格温（英語：Horace Gwynne，1912年10月5日—2001年4月16日），加拿大男子拳击运动员。他曾代表加拿大参加1932年夏季奥林匹克运动会拳击比赛，获得一枚金牌。他在奥运会后成为职业选手。